# Łysostopek bezwonny
Łysostopek bezwonny (Gymnopus inodorus (Pat.) Antonín & Noordel.) – gatunek grzybów należący do rodziny Omphalotaceae.

## Systematyka i nazewnictwo
Pozycja w klasyfikacji według Index Fungorum: Gymnopus, Omphalotaceae, Agaricales, Agaricomycetidae, Agaricomycetes, Agaricomycotina, Basidiomycota, Fungi.
Po raz pierwszy opisał go w 1886 r. Narcisse Théophile Patouillard, nadając mu nazwę Marasmius inodorus. Później przez różnych uczonych zaliczany był do różnych rodzajów. W 1997 r. Vladimír Antonín i Machiel Evert Noordeloos przenieśli go do rodzaju Gymnopus Pozostałe synonimy nazwy naukowej:
- Chamaeceras inodorus (Pat.) Kuntze 1898
- Collybia inodora (Pat.) P.D. Orton 1969
- Marasmius foetidus var. inodorus (Pat.) Costantin & L.M. Dufour 1891
- Marasmius inodorus Pat. 1886
- Micromphale inodorum (Pat.) Svrček 1964

Nazwę polską nadał Władysław Wojewoda w 2003 r.

## Morfologia
Kapelusz
O średnicy 10–25 mm, początkowo dzwonkowaty, stopniowo wypukły, z garbkiem, prążkowany do połowy promienia. Powierzchnia włókienkowata, brązowopłowa, cynamonowa.
Blaszki
Przyrośnięte, połączone na trzonie w pseudokoronkę, jasnopłowe, brzeg w tym samym kolorze.
Trzon
Wysokość 20–40 mm, grubość 2–4 mm, cylindryczny, częściowo podłużnie rowkowany. Powierzchnia przeważnie naga, ale oprószona na szczycie, brązowopłowa do cynamonowej.
Miąższ
Cienki, płowy, w trzonie włókienkowaty, bez zapachu.
Cechy mikroskopowe
Bazydiospory kremowe do białych, 5–6 × 3–4 μm, elipsoidalne, cienkościenne, nieamyloidalne. Podstawki maczugowate, 18–25 × 6–7 μm, 4-zarodnikowe. Cheilocystydy o bardzo zmiennych kształtach, od maczugowatych do cylindrycznych, z wypustkami
i intruzjami, 25–70 × 10–25 μm. Skórka w kapeluszu złożona z rozpostartych strzępek o szerokości 4–8 μm, niektóre z zewnętrznymi inkrustacjami, niektóre ze sprzążkami. Skórka trzonu o podobnej budowie, strzępki z żółtobrązowym pigmentem.
Gatunki podobne
Podobne są niektóre gatunki z rodzaju Micromphale, ale łysostopek bezwonny odróżnia się od nich brakiem zapachu.

## Występowanie i siedlisko
Podano stanowiska w Europie, Ameryce Północnej i azjatyckich terenach Federacji Rosyjskiej. W Polsce do 2003 r. jedyne stanowisko podała Anna Bujakiewicz w Beskidzie Żywieckim, w późniejszych latach podano kilka następnych.
Grzyb saprotroficzny naziemny występujący w lasach świerkowych na martwym drewnie świerków; na resztkach drewna, zbutwiałych wiórach drzewnych, opadłych gałązkach i drewnie. Owocniki w gęsto skupionych grupach.